# Néstor Bareiro
Néstor Fabián Bareiro Leguizamón (n. 11 de diciembre de 1983, Asunción, Paraguay) es un futbolista paraguayo. Juega de delantero y su primer club fue Fernando de la Mora. Actualmente juega en el Club Deportivo Recoleta de la  Primera División de Paraguay

## Trayectoria
Comenzó su carrera jugando para Fernando de la Mora de la Segunda División Paraguaya en el que debutó en el año 2006.
El primer semestre del 2007 lo juega en el Nacional mientras que en el segundo va como cedido al 12 de Octubre.
En 2008 emigra a Chile para fichar por el Deportes Concepción, en donde es titular en la delantera junto a Daúd Gazale. Entre los dos delanteros anotaron 13 goles (3 Bareiro y 10 Gazale).
A mediados de ese año es transferido al O'Higgins para jugar el Campeonato Clausura 2008.
En ese torneo convirtió 16 goles y finalizó en el segundo lugar de la tabla de goleadores de la fase regular del certamen, al igual que Gastón Cellerino del Rangers de Talca, ambos por detrás de Lucas Barrios.
A fines de diciembre es cedido a préstamo, por el término de un año, al San Luis de México para disputar con este, además del torneo local, la Copa Libertadores 2009.
En julio de 2009 regresa a Chile y ficha por Municipal Iquique en donde permaneció por un semestre. En enero de 2010 tras no concretarse su paso al Millonarios de Bogotá, Bareiro llegó a un acuerdo para vestir la camiseta del Sportivo Luqueño hasta junio de ese año, donde llegó a marcar 5 goles y a realizar buenas actuaciones.
En julio de 2010 se fue a préstamo a Olimpo de Bahía Blanca(Argentina), donde tuvo un gran desempeño. Dos años después es fichado por Olimpia de Paraguay.
Ya en 2013, tras no ser tenido en cuenta por el nuevo cuerpo técnico de Olimpia de Paraguay es cedido a Rosario Central a préstamo por 6 meses (con opción de compra).
Llega al Aragua para el Apertura 2013, mostrando muy buen ritmo futbolístico, club donde se ha mantenido como principal artillero hasta la fecha.                                                 
Tras pasar semanas estudiando su futuro el 27 de junio de 2015 firma un contrato de un año y medio con el Carabobo FC para afrontar el Torneo Adecuacion, la Copa Sudamericana y la Copa Venezuela. Luego firma con Deportivo Anzoátegui también de Venezuela. Bareiro disputó siete partidos (241 minutos) en este 2016, donde marcó en apenas dos ocasiones.
En 2018 después de no jugar prácticamente por un año por problemas de su pase, Néstor Bareiro es jugador del Club Fernando de la Mora de la segunda división del fútbol paraguayo.
En el segundo semestre del 2018 Néstor Bareiro volvió nuevamente al futbol Venezolano para fichar por Deportivo La Guaira.

## Clubes
| Club                 | País      | Año       |
| -------------------- | --------- | --------- |
| Fernando de la Mora  | Paraguay  | 2005-2006 |
| Nacional             | Paraguay  | 2006-2007 |
| 12 de Octubre        | Paraguay  | 2007      |
| Deportes Concepción  | Chile     | 2008      |
| O'Higgins            | Chile     | 2008      |
| San Luis             | México    | 2009      |
| Municipal Iquique    | Chile     | 2009      |
| Sportivo Luqueño     | Paraguay  | 2010      |
| Olimpo               | Argentina | 2010-2012 |
| Olimpia              | Paraguay  | 2012      |
| Rosario Central      | Argentina | 2013      |
| Aragua F. C.         | Venezuela | 2013-2015 |
| Carabobo F. C.       | Venezuela | 2015-2016 |
| Deportivo Anzoátegui | Venezuela | 2016      |
| Fernando de la Mora  | Paraguay  | 2018      |
| Deportivo La Guaira  | Venezuela | 2018      |
| Club Tacuary         | Paraguay  | 2019-2020 |
| Deportivo Recoleta   | Paraguay  | 2021-2025 |

## Palmarés

### Campeonatos nacionales
| Título             | Club                    | País      | Año  |
| ------------------ | ----------------------- | --------- | ---- |
| Primera B Nacional | Rosario Central         | Argentina | 2013 |
| Segunda División   | Club Deportivo Recoleta | Paraguay  | 2024 |